# Varázslók a Waverly helyből
A Varázslók a Waverly Helyből vagy Waverly Place varázslói(eredeti cím: Wizards of Waverly Place) 2007-től 2012-ig futott amerikai televíziós szitkom. A főbb szerepekben Selena Gomez, David Henrie, Jake T. Austin, Jennifer Stone, Maria Canals Barrera és David DeLuise látható. Alapkoncepciója három testvérről szól: Alexről, Justinról és Maxről. Apjuk, Jerry tanítja nekik a varázslást. A legtöbb galibát Alex csinálja, amikor a különböző problémáit akarja megoldani képességével.
A sorozat 4. és egyben utolsó évadjának amerikai premierje 2010. november 12-én, magyar premierje 2011. május 7-én volt. A sorozat fináléját 10 millió néző követte figyelemmel 2012. január 6-án.
Készült egyórás külön rész, amelyet Amerikában 2013. március 15-én mutattak be A varázslók visszatérnek: Alex kontra Alex címmel. Magyarországi premierje 2013. május 25-én volt a Disney Channelön.
2024 márciusában berendelték a folytatását Waverly hely: Az új varázslók címmel. Amerikában 2024. október 29-én mutatják be a Disney Channelen.

## Ismertető
Justint nagyon idegesíti Alex, de persze mégis szereti. Max a családban a jópofa. Egyszer fent hagyták az űrben. Jerry (az apjuk) egy aggódó apuka, aki nem szeretné, hogy a kicsi lánya felnőjön. Jerry egy exvarázsló, aki egyszer megnyerte a Családi Varázslóversenyt, és övé lett két testvérének ereje is. Mivel egy varázsló nem vehet el egy halandót, ezért Jerry odaadta testvérének, Kelbonak az erejét, így elvehette Theresát. A családi varázsló versenyt Alex nyeri meg, míg Justin a Varázs Tech új professzora lesz.

## Szereplők

### Főszereplők
- Alexandra Margarita Russo: Ő a középső gyerek a családban. Okos, hiszen mindig túljár testvérei eszén, pedig még csak tizenöt éves. Beceneve: Alex, Lexi. Barátnője, Harper mindenben kisegíti, tudja is a titkát.
- Justin Vincenzo Pepe Russo: Ő az első gyerek a családban. Nagyon okos és látszik is a szobája polcán: rengeteg díja van. Tizennyolc éves. Beceneve: ahogy saját magát hívja: J-man.
- Maximilian Justin Russo: Ő harmadik gyerekként lépett be a család életébe. A családban ő a jópofa. Tizenkét éves. Beceneve: Max.
- Jerome Pepe Russo: Ő a családfő, a család boltjának tulajdonosa. Felesége Theresa. Miatta adta fel a varázserejét. Beceneve: Jerry.
- Theresa Magdalena Margarita Devez Larkin Russo: Bár ő nem varázsló, kiválóan ismeri a varázsló családok életét. Ő is a család èttermènek a tulajdonosa.
- Harper Anne Finkle: Alex legjobb barátnője. Tudja a Russo család titkát. Beceneve: Harpo. Elaine Finkle és Marty Finkle lánya.

### Mellékszereplők
- Mason Greybacket: Alex pasija.
- Gertrude "Gigi" Hollingsworth: Alex óvodából ismert ellensége. Egy démoni gazember.
- Dean Moriarty: Alex szerelme.
- Morzsa professzor: A Varázstech professzora.
- Hugh Normus: Alex Varázstech-es ismerőse.
- Juliet van Heusen: Justin vámpír barátnője és Alex barátja.
- Zeke Beakermen: Justin barátja.
- Kelbo Russo: Alex, Justin és Max apai bácsikája.
- Stevie Nichols: Alex bajkeverő barátnője.
- Rosie: Justin angyal barátnője.
- Gorog: Sötét angyal.
- Alucard és Cindy van Heusen: Juliet szülei.
- Riley: Alex első szerelme.
- Magdalena Larkin: Alex, Justin és Max anyai nagyanyja.
- Ernesto Larkin: Alex, Justin és Max anyai bácsikája.
- Frankie: Justin ellensége. – Paulie Litt
- Miranda Hampson: Justin első szerelme.
- Megan Brooke Russo: Alex, Justin és Max apai nagynénje.
- Duke Russo: Jerry apja.
- Rose Russo: Jerry anyja.
- Eleine Finkle: Harper anyja.
- Marty Finkle: Harper apja.

## Szereposztás

### Főszereplők
| Szereplő                                       | Színész              | Magyar hang        |
| ---------------------------------------------- | -------------------- | ------------------ |
| Alexandra Margarita Russo                      | Selena Gomez         | Bogdányi Titanilla |
| Justin Vincenzo Pepe Russo                     | David Henrie         | Kováts Dani        |
| Maximilian Justin Russo                        | Jake T. Austin       | Timon Barna        |
| Harper Anne Finkle                             | Jennifer Stone       | Tamási Nikolett    |
| Theresa Magdalena Margarita Devez Larkin Russo | Maria Canals-Barrera | Agócs Judit        |
| Jerome Pepe Russo                              | David DeLuise        | Holl Nándor        |

### Mellékszereplők
| Szereplő           | Színész         | Magyar hang                |
| ------------------ | --------------- | -------------------------- |
| Juliet van Heusen  | Bridgit Mendler | Berkes Boglárka (2. évad)  |
| Juliet van Heusen  | Bridgit Mendler | Csondor Kata (3-4. évad)   |
| Zeke Beakerman     | Dan Benson      | Molnár Levente (1-2. évad) |
| Zeke Beakerman     | Dan Benson      | Czető Roland (3-4. évad)   |
| Morzsa professzor  | Ian Abercrombie | Versényi László            |
| Mason Greyback     | Gregg Sulkin    | Baráth István              |
| Hugh Normous       | Josh Sussman    | Joó Gábor                  |
| Stevie Nichols     | Hayley Kiyoko   | Molnár Ilona               |
| Gigi Hollingsworth | Skyler Samuels  | Molnár Ilona               |
| Gorog              | John Rubinstein | Kerekes József             |
| Rosie              | Leven Rambin    | Csuha Bori                 |
| Riley              | Brian Kubach    | Szabó Máté                 |
| Dean Moriarty      | Daniel Samonas  | Gacsal Ádám                |
| Alucard van Heusen | JD Cullum       | Kassai Károly              |
| Cindy van Heusen   | Anne Ramsay     | Kökényessy Ági             |
| Miranda Hampson    | Lucy Hale       | Berkes Boglárka            |
| Felolvasó          | –               | Mohai Gábor (3. évad)      |

## Epizódok
| Évad | Évad        | Epizódok    | Eredeti sugárzás     | Eredeti sugárzás    | Eredeti sugárzás | Magyar sugárzás      | Magyar sugárzás     | Magyar sugárzás | Magyar sugárzás     | Magyar sugárzás     | Magyar sugárzás |
| Évad | Évad        | Epizódok    | Évad premier         | Évad finálé         | Adó              | Évad premier         | Évad finálé         | Adó             | Évadpremier         | Évadfinálé          | Adó             |
| ---- | ----------- | ----------- | -------------------- | ------------------- | ---------------- | -------------------- | ------------------- | --------------- | ------------------- | ------------------- | --------------- |
|      | 1           | 21          | 2007. október 12.    | 2008. augusztus 31. | Disney Channel   | 2008. október 12.    | 2009. augusztus 24. | Disney Channel  | 2013. június 24.    | 2013. július 22.    | M2              |
|      | 2           | 30          | 2008. szeptember 12. | 2009. augusztus 21. | Disney Channel   | 2009. szeptember 9.  | 2010. június 10.    | Disney Channel  | 2013. július 23.    | 2013. szeptember 2. | M2              |
|      | 3           | 28          | 2009. október 9.     | 2010. október 15.   | Disney Channel   | 2010. szeptember 11. | 2011. április 30.   | Disney Channel  | 2013. szeptember 3. | 2013. október 10.   | M2              |
|      | 4           | 27          | 2010. november 12.   | 2012. január 6.     | Disney Channel   | 2011. május 7.       | 2012. május 26.     | Disney Channel  | 2013. október 15.   | 2013. november 25.  | M2              |
|      | Különkiadás | Különkiadás | 2013. március 15.    | 2013. március 15.   | Disney Channel   | 2013. május 25.      | 2013. május 25.     | Disney Channel  | TBA                 | TBA                 | TBA             |

## A sorozat készítése
A 2000-es évek elején a The Walt Disney Company sikereket ért el a Disney Channel  csatornán keresztül a olyan sorozatokkal, mint például a Lizzie McGuire, a Zack és Cody élete és a Hannah Montana. A csatorna azt tervezte, hogy ezekre a sikerekre építve egy új vígjátéksorozatot készít. A sorozatot Todd J. Greenwald készítette, aki korábban a Hannah Montana első évadán dolgozott.
Az NBC számára is dolgozott egy próbaepizódon; a Disney felvette őt, miután megnézte azt. Greenwald átvette a csatorna ötletét egy varázslócsaládról szóló sorozatról. A sorozat helyszínét a manhattani Greenwich Village-ben található Waverly Place ihlette. Greenwald egy olyan gyerekeknek szóló sorozatot akart készíteni, amely Los Angeles "tengerpartjaitól és napfényétől" távol játszódik." Peter Murrieta korábban a Hope & Faith című szitkomban dolgozott New Yorkban, és Los Angelesbe költözött, mielőtt a Disney megkereste, hogy segítsen a sorozat fejlesztésében. Amikor Murrieta vezető producerként csatlakozott a projekthez, az még a The Amazing O'Malleys címet viselte; úgy gondolta, hogy csak egy próbaepizódot fognak készíteni. Murrieta a fejlesztési folyamat során segített az írás és a szereposztás irányításában. Adam Bonnett, a Disney Channel programozási vezetője a Bewitched és Jeannie, a háziszellem című sorozatokhoz hasonlította.

## Fordítás
- Ez a szócikk részben vagy egészben  a   Wizards of Waverly Place című angol Wikipédia-szócikk fordításán alapul.  Az eredeti cikk szerkesztőit annak laptörténete sorolja fel. Ez a jelzés csupán a megfogalmazás eredetét és a szerzői jogokat jelzi, nem szolgál a cikkben szereplő információk forrásmegjelöléseként.